# Sätila kyrka

Sätila kyrka är en kyrkobyggnad i Sätila, Marks kommun. Den tillhör Sätila församling i Göteborgs stift.

## Kyrkobyggnaden
Den ursprungliga kyrkan av sten uppfördes någon gång på medeltiden på en ås med utsikt över Lygnern. I ett dokument från 1419 omnämns en kyrkby i Sätila, så en kyrka bör redan då ha funnits på platsen. Hur stor del av ursprungskyrkan som finns kvar i nuvarande kyrka är okänt. År 1725 förlängdes kyrkan 90 alnar åt öster, vilket är omkring en tredjedel av kyrkobyggnadens totala längd. Dessförinnan, vid en okänd tidpunkt, hade kyrkan förlängts åt väster. En sakristia vid östra kortsidan uppfördes 1820, men revs 1900.
Ett kyrktorn av sten vid västra kortsidan uppfördes 1821. Samma år brandskadades emellertid tornet och delar av kyrkan svårt efter ett blixtnedslag. Ett nytt torn byggdes påföljande år och kyrkan reparerades.
År 1900 genomfördes en ombyggnad efter ritningar av arkitekt Agi Lindegren som omvandlade byggnaden till en korskyrka. Nuvarande sakristia tillkom och korsarmar uppfördes vid långhusets norra och södra sida. Kyrkorummet har en öst-västlig orientering med korsarmar åt norr och söder. Bakom koret är sakristian inrymd och avskiljd från det övriga kyrkorummet av ett skrank. 

## Takmålningar
Innertaket har ett flackt tunnvalv av trä. Dess äldre del, vid västra sidan, har dekorationsmålningar utförda 1731 av kyrkomålaren Johan Lund. De föregicks dock av äldre målningar från 1702, utförda av Anders Falck. Man tror att dessa kan spåras i en ruta ovanför orgeln, där en man avbildas som håller en palmkvist. Lunds målningar har bevarats, så när som på vissa brädor som försvann 1900 vid utbyggnaden.  Motivet i takets mitt föreställer treenigheten. Därintill finns två änglar med basuner och därintill en framställning av Kristi förklaring. På takets sidor symboliseras de sex skapelsedagarna. 

## Inventarier
- Altaruppsatsen bär årtalet 1684 och har senare utsmyckats med bilder av evangelisterna Markus och Lukas och Kristus med segerfana. Utsmyckningen lär vara gjord 1762 av bildhuggaren Johan Joakim Beckman.
- Altarringen är tillverkad efter ritningar av Agi Lindegren och tillkom vid ombyggnaden 1900.
- Predikstolen är tillverkad 1696 av bildhuggare Gustaf Kihlman. Dess femsidiga korgen är dekorerad med träfigurer föreställande Jesus och de fyra evangelisterna.
- En sexsidig dopfunt av vit marmor tillkom vid en renovering 1965-1966.
- Två mässkrudar, den ena i italiensk sidendamast från omkring 1600 och den andra i röd silkessammet från 1600-talet.

### Orglar
- 1761 byggde Jonas Wistenius, Linköping en orgel med 10 stämmor. Orgeln kostade 4200 daler kopparmynt.

| Manual                       |
| Kvintadena 8'                |
| Gedackt 8'                   |
| Principal 4'                 |
| Oktava 4'                    |
| Gedackt 4'                   |
| Spetsflöjt 2'                |
| Kvinta 3'                    |
| Rauschkvint II               |
| Mixtur III                   |
| Trumpet 8' (halverad stämma) |

- 1901 byggde Thorsell & Erikson, Göteborg en orgel med 13 stämmor.
- Den nuvarande läktarorgeln söker efterlikna den första orgeln från 1761, som var byggd av Jonas Wistenius. Den är byggd av Tostareds Kyrkorgelfabrik, installerades 1970 och är den tredje orgeln bakom 1761 års fasad. Den har tjugo stämmor fördelade på två manualer och pedal.[3] Orgeln är mekanisk. Fasaden har ljudande fasadpipor.

| Huvudverk I   | Svällverk II      | Pedal         | Koppel |
| Principal 8´  | Rörflöjt 8´       | Subbas 16´    | I/P    |
| Gedakt 8´     | Spetsgamba 8´     | Principal 8´  | II/P   |
| Oktava 4'     | Principal 4'      | Gedakt 8'     | II/I   |
| Spetsflöjt 4' | Gedaktflöjt 4'    | Kvintadena 4' |        |
| Oktava 2'     | Gemshorn 2'       | Fagott 16'    |        |
| Mixtur 4 chor | Larigot 1 1/3'    |               |        |
| Trumpet 8'    | Scharf 2 chor     |               |        |
|               | Regal 8'          |               |        |
|               | Tremulant         |               |        |
|               | Crescendosvällare |               |        |

#### Kororgel
- Det finns även en orgel placerad nära koret, byggd 1988, av Tostareds Kyrkorgelfabrik, Tostared. Den har åtta stämmor fördelade på manual och pedal.[4] Orgeln är mekanisk.

| Manual              | Pedal      | Koppel  |
| Gedakt 8'           | Subbas 16´ | Man/Ped |
| Principal 4'        |            |         |
| Rörflöjt 4'         |            |         |
| Gemshorn 2'         |            |         |
| Kvinta 1 1/3'       |            |         |
| Sesquialtera II B/D |            |         |
| Corno 8' B/D        |            |         |
| Crescendosvällare   |            |         |

## Bilder

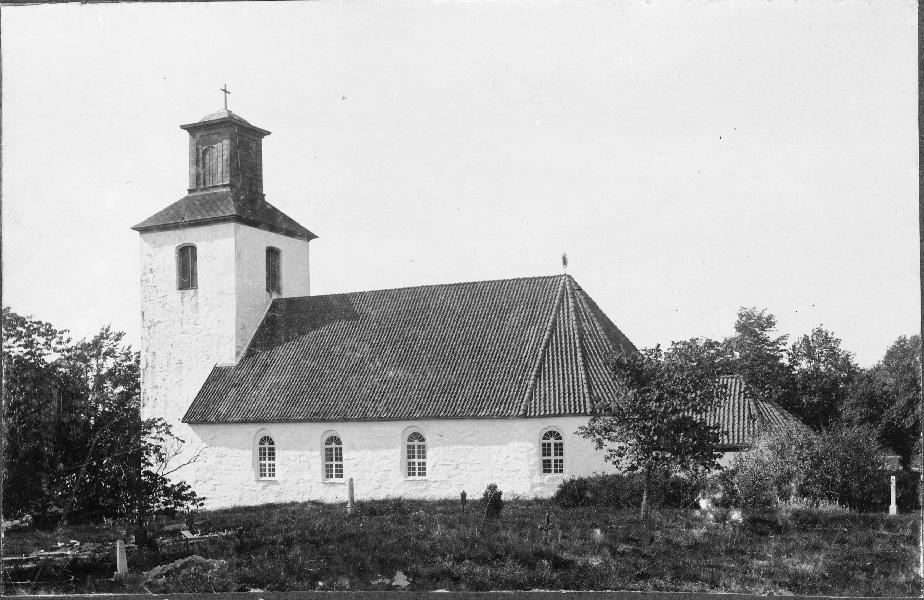
Sätila kyrka 1894.
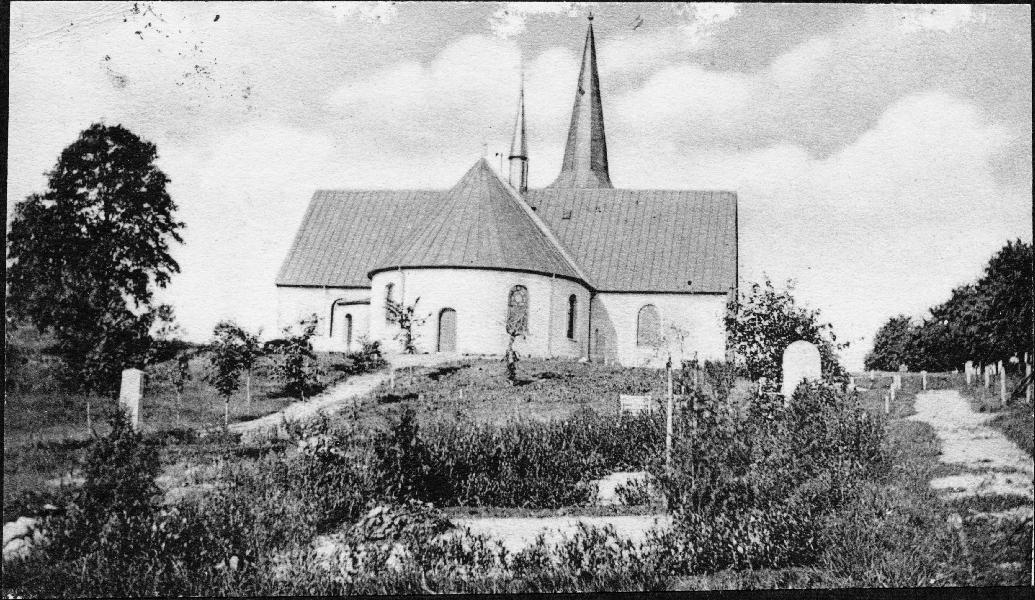
Sätila kyrka okänt år.
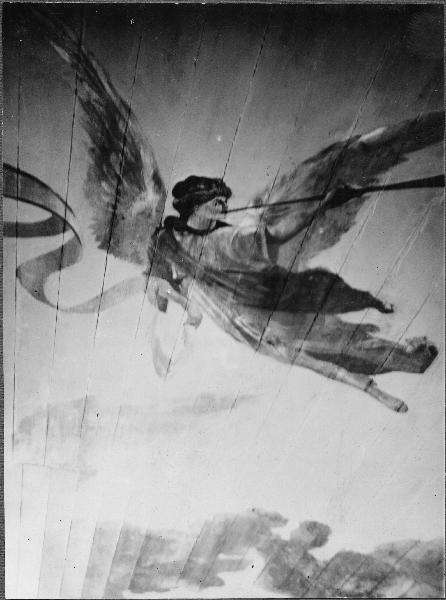
Takmålning med basunängel
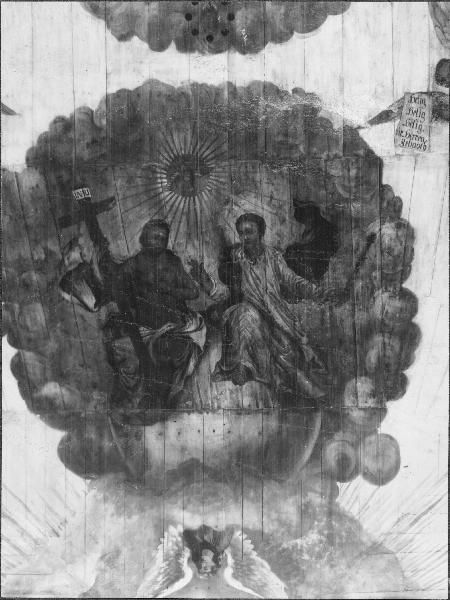
Takmålning. Treenigheten